# Santa Maria d’Itria
Santa Maria d’Itria, auch Santa Maria dei Siciliani, ist eine Kirche in Rom. Sie entstand im Wesentlichen in der zweiten Hälfte des 16. Jahrhunderts und wurde im 19. Jahrhundert noch mehrfach restauriert. Sie war sizilianische Nationalkirche.

## Lage und Namensgebung
Die Kirche liegt im III. römischen Rione Colonna etwa 120 Meter nördlich der Gartenanlagen des Quirinalspalastes.
Ihren Namen hat sie von einer etymologischen Verschleifung des zweiten Teils des Begriffes Hodegetria, was sich auf die Art der Mariendarstellung auf dem Hochaltar bezieht.

## Geschichte und Baugeschichte
Die Kirche war ursprünglich Bruderschaftskirche einer aus sizilischen und aragonesischen Bürgern bestehenden Confraternità, die sich 1575 bildete. Der Bau wurde 1578 fertiggestellt, unter den Stiftern befand sich auch der spanische König Philipp II. Eine die Kirche betreffende Bulle des Papstes Clemens VIII. von 1594 ist noch vorhanden. Die Kirche wurde nach dem Ende der Besetzung Roms durch napoleonische Truppen von Francis Manno restauriert und abermals 1859 sowie 1916.

## Fassade
Die Fassade ist für römische Verhältnisse schlicht gehalten. Sie ist dreiachsig und zweigeschossig aufgebaut, wobei die oberen Hälften der Seitenachsen wegen der Wohnbebauung nicht ausgeführt sind. Die mittlere Achse mit dem von einem Gesims überfangenen einfachen Portal ist zweimal gestuft und enthält im Untergeschoss noch eine Inschriftentafel mit der Widmung an das Patrozinium: IN HONOREM B. MARIAE VIRGINIS DE ITRIA. Die Seitenachsen enthalten lediglich gerundete Fenster. Oberhalb des Gebälks durchbricht ein Halbkreisfenster die Wand, es ist der Abschluss des Gewölbes zur Straße hin und hauptsächlicher Lichtgeber der Kirche. Ein einfacher Dreiecksgiebel mit einem Kreuz auf einem Postament schließt die Fassade vertikal ab.

## Inneres und Ausstattung
Die Kirche ist von der Grundstruktur eine einschiffige Konstruktion mit je zwei Seitenkapellen pro Langhausseite. Der Chor hat die gleiche Breite wie das Kirchenschiff.
Die Wände werden von Pilastern korinthischer Ordnung gegliedert, zwischen den Kapellen sind sie doppelt gestellt, zum Chor stärker hervortretend. Die Kirche wird von einem Tonnengewölbe gedeckt, im Bereich des Chores wird dieses zur Lichtgebung von Stichkappen durchbrochen. Das Gewölbe ist kassettiert, die Gurtbögen sind allerdings lediglich gemalt und nicht tatsächlich ausgeführt, die illusionistische Malerei stammt von Domenico Anghinetti.
Alle vier Kapellen sind von längsovalen kleinen Kuppeln gedeckt, ihre Pilaster an den Eingangsseiten zum Langhaus folgen einheitlich der toskanischen Ordnung, die Unterzüge enthalten Felderungen und sind verschieden stuckiert.
Die erste Kapelle rechterhand mit Blick zum Chor enthält eine Darstellung des Antonius Abbas auf dem Altar, ein Gemälde von Giuseppe Bacchita. Die gegenüberliegende Kapelle hat auf dem Altarretabel das Gemälde Heilige Leo und Gaudentius, es wurde von Ferdinando Raimondi im frühen 19. Jahrhundert geschaffen.
Ebenfalls aus der ersten Hälfte des 19. Jahrhunderts stammt die Darstellung der palermitanischen Schutzheiligen Rosalia auf dem Altar der zweiten Kapelle rechts, ausführender Künstler war Natale Carta. Gegenüber in der zweiten Kapelle links ist der hl. Joseph dargestellt, ebenso aus dem 19. Jahrhundert.
Der Hochaltar enthält die erwähnte kleine Ikone, es soll eine Arbeit aus Konstantinopel sein, was angezweifelt wird.
Erwähnenswert sind noch das Pavimentum von Sante Cianfrani sowie die barocken Stuckarbeiten in der Sakristei.

## Kardinaldiakone
Folgende Kardinäle waren Titelträger der Diakonie:
- Salvatore Pappalardo, Erzbischof von Palermo, Kardinalpriester pro hac vice 5. März 1973 – 10. Dezember 2006
- Paolo Romeo, Erzbischof von Palermo, Kardinalpriester pro hac vice seit 20. November 2010